# Curt von Stedingk
Curt Bogislaus Ludvig Kristoffer von Stedingk (26 de octubre de 1746-7 de enero de 1837) fue un conde de la familia von Stedingk, un exitoso oficial del Ejército sueco y un diplomático que jugó un importante papel en la política exterior sueca durante varias décadas.

## Biografía

### Primeros años
Von Stedingk nació en la Pomerania sueca el 26 de octubre de 1746. Su padre era el Mayor Kristoffer Adam Stedingk y su madre la Condesa Kristina Charlotta von Schwerin, hija de Kurt Christoph von Schwerin, el famoso Mariscal de Campo de Federico el Grande.
Se casó con Ulrika Fredrika Ekström y se convirtió en el padre de un hijo y cinco hijas, quienes se casaron con las familias nobles af Ugglas, Biörnstierna, von Platen, d'Otrante y Rosenblad; fue el padre de la compositora Maria Fredrica von Stedingk. Durante la Guerra de los Siete Años, mientras que Suecia estuvo en guerra con Prusia, el joven Curt de 13 años fue enseña en el regimiento personal del Príncipe de la Corona de Suecia.
Tras acabada la guerra, fue a Suecia a reclamar una compensación por los daños sufridos en la finca familiar en Pomerania. Este objetivo no lo consiguió, pero von Stedingk fue introducido en la corte donde se hizo amigo del príncipe de la corona y sus hermanos.

### Carrera

#### Carrera militar

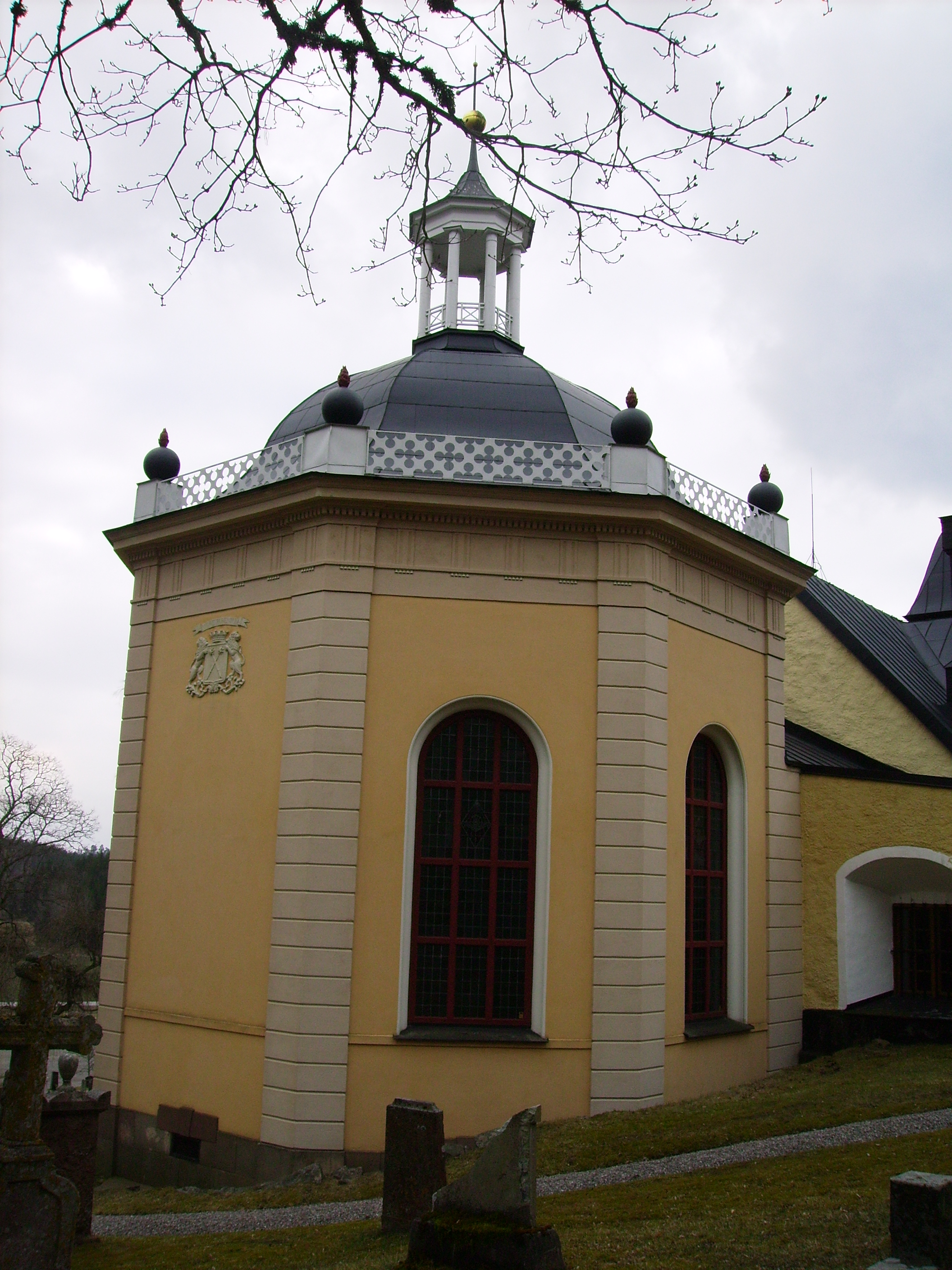
Tumba de Curt von Stedingk en la iglesia de Björnlunda.

En 1763, después de completar sus estudios en la Universidad de Uppsala, empezó su carrera militar, y ascendió rápidamente a través de los rangos del regimiento Royal Suédois en Francia, que era propiedad de su amigo el conde Axel von Fersen. 
Tanto von Stedingk y Axel von Fersen eran amigos estrechos de Luis XVI y María Antonieta y pasaron mucho tiempo en Versalles. Para 1778, se había convertido en coronel en jefe, y para 1783 estaba al cargo de una gran unidad en Finlandia, entonces parte interna de Suecia.
Durante la guerra de independencia americana, cuando Francia envió tropas bajo el mando del Marqués de LaFayette en apoyo de las colonias americanas, von Stedingk viajó a América en 1779.
En el sitio de Savannah en octubre de 1779, comandó la columna izquierda de la fuerza atacante, y plantó la bandera americana en la última línea de las trincheras enemigas, pero fue herido por fuego cruzado enemigo, y obligado a retirarse, con 20 hombres, todos heridos como él. Por esto, fue condecorado por los franceses y recibió una pensión vitalicia.
También fue reconocido como héroe por sus actos durante la batalla naval de Granada librada contra el vicealmirante John Byron el 6 de julio de 1779. Por sus hazañas en la batalla von Stedingk fue hecho miembro de la Sociedad de Cincinnati por George Washington en 1783.
Durante la guerra ruso-sueca iniciada por el rey Gustavo III en 1788, von Stedingk comandó la defensa de Savolax. Sus fuerzas derrotaron repetidamente a fuerzas rusas que sobrepasaban en gran número a los suecos, y von Stedingk fue promovido a mayor general.
Fue embajador en Rusia en San Petersburgo en dos turnos, totalizando casi 20 años. En la guerra ruso-sueca (1808-1809) fue comandante en jefe en Finlandia, que todavía pertenecía a Suecia. Gracias a su muy buena reputación entre la familia imperial rusa pudo lograr aliviar los duros términos de las negociaciones de paz cuando se perdió Finlandia que pasó a Rusia.
En la batalla de Leipzig comandó con éxito las tropas suecas contra Napoleón. Fue promovido a mariscal de campo.

### Muerte
Von Stedingk murió a la edad de 90 años en Estocolmo, y se dice que fue llorado por el rey de Suecia, en este tiempo Carlos XIV Juan, y por las fuerzas armadas.